# 第一代三明治伯爵愛德華·孟塔古
第一代三明治伯爵愛德華·孟塔古（Edward Montagu, 1st Earl of Sandwich，1625年－1672年）是一名英格蘭貴族、外交官，出生於北安普頓郡巴恩維爾。

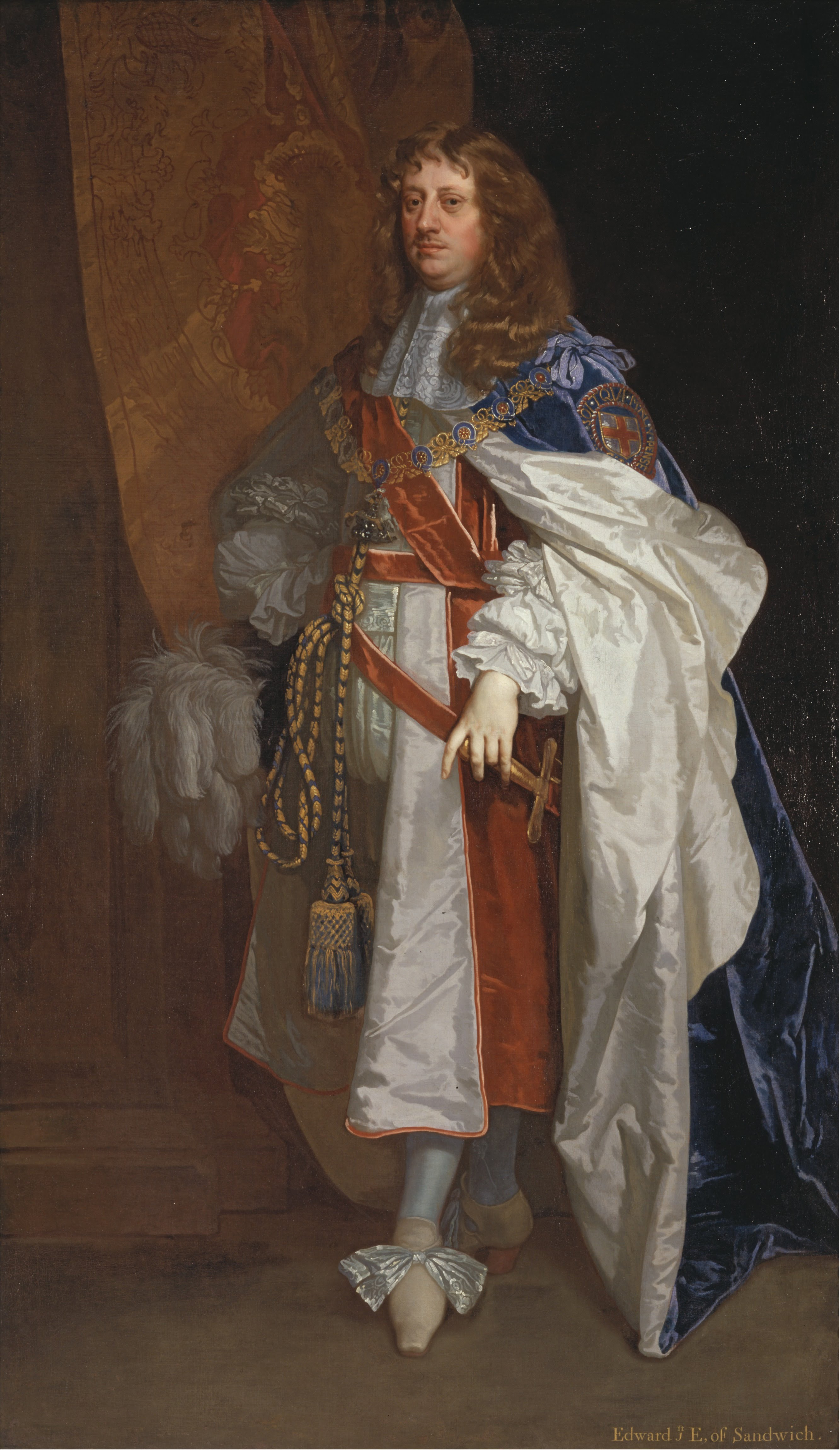
三明治伯爵愛德華·孟塔古

在共和時期，愛德華·孟塔古是英國艦隊的司令，1660年王室復辟時是他指揮船隊迎送查理二世回到英格蘭，同年查理二世冊封他為第一代三明治伯爵。之後他先後出任駐葡萄牙大使、駐西班牙大使，第三次英荷戰爭期間他在索爾貝海戰（1672年）戰死。